# Timothy Tillman
Pour les articles homonymes, voir Tillman.
Timothy Tillman, né le 4 janvier 1999 à Nuremberg en Allemagne, est un joueur international américain de soccer. Il joue au poste de milieu central à Los Angeles FC.
Il est le grand frère de Malik Tillman, également footballeur. Il possède également la nationalité allemande.

## Biographie

### Jeunesse et formation
Timothy Tillman est né à Nuremberg, d'une mère allemande et d'un père afro-américain qui a servi dans l'armée,. Il grandit avec sa mère et son frère à Fürth,. 
Il commence à jouer au football à l’âge de cinq ans au ASV Zirndorf, avant de rejoindre le 1. SC Feucht. Il rejoint le centre de formation du SpVgg Greuther Fürth en 2009,. Puis, il est transféré pour 500 000 euros au Bayern Munich, en compagnie de son frère Malik Tillman en 2015,,. Lors de son départ, le président de Fürth, Helmut Hack (de), a déclaré : « Timothy Tillman est le plus grand talent que nous ayons eu depuis 30 ans. Son départ est une catastrophe pour notre club ». Il attire également l'attention de plusieurs grands clubs européens, tel que le Real Madrid et le FC Barcelone,,. 
Avec les moins de 19 ans, il perd la finale du championnat d'Allemagne des moins de 19 ans (de) face au Borussia Dortmund. Lors de la séance de tirs au but, il loupe son penalty qui a coûté la victoire à son équipe,. Il participe également à la pré-saison aux États-Unis au début de la saison avec l'équipe première — sous les ordres de Carlo Ancelotti. Il participe notamment au match amical contre l'Inter Milan,,. Il fait partie des 25 joueurs sélectionnés pour disputer la Ligue des champions.

### Parcours en club

#### Débuts au Bayern Munich et prêt au FC Nuremberg (2018-2020)
Timothy Tillman intègre l'équipe réserve — qui évolue en Regionalliga — au début de la saison 2017-2018,. Il participe de nouveau à la pré-saison avec le groupe professionnel, lors de l'Audi Cup. Puis, il assiste sur le banc à la victoire des siens contre le Borussia Dortmund en finale de la supercoupe d'Allemagne. Disputant 31 matches de Regionalliga avec la réserve, il inscrit six buts et délivre sept passes décisives.
Le 2 juillet 2018, il est prêté — avec option d'achat — au FC Nuremberg, récemment promu en Bundesliga,. Il n'a fait aucune apparition avec l'équipe première sous les ordres de Michael Köllner (de) et il est cantonné à un rôle en équipe réserve,. Puis, sous la conduire de l'entraîneur intérim Boris Schommers (de), il dispute sa première rencontre en Bundesliga — en entrant en cours de jeu — face au TSG 1899 Hoffenheim le 10 mars 2019,. Une semaine plus tard, il est titularisé pour la première fois en championnat face à l'Eintracht Francfort. Au total, il a participé à six matchs de championnat.
Après l'expiration de son prêt, il retour au Bayern Munich. Il réintègre l'équipe réserve. Cependant, le 17 juin 2019 il s'est blessé au ligament de la syndesmose de la cheville droite à l'entraînement et doit être opéré,. Il ne prend part à aucune rencontre de 3. Liga,.

#### Relance au SpVgg Greuther Fürth (2020-2023)
Le 3 janvier 2020, il est transféré au SpVgg Greuther Fürth et s'engage jusu'en juin 2022, avec une saison en option,. Les détails financiers de l’acquisition, incluant la valeur du transfert, n’ont pas été dévoilé. Il joue sa première rencontre avec Fürth le 15 février contre l'Arminia Bielefeld, lors d'une rencontre de 2. Bundesliga. Ce jour-là, il se distingue en délivrant deux passes décisives. La saison suivante, les Die Kleeblätter sont promus en première division.
Le 24 septembre 2021, il joue son premier match avec Fürth en Bundesliga face au Bayern Munich. Au cours de ce match, il délivre également une passe décisive à Cedric Itten. Le 27 novembre, il inscrit son premier but en Bundesliga contre le TSG 1899 Hoffenheim,. Il s'améliore énormément et améliore son jeu au fil de la saison.
Malgré la relégation du club en 2. Bundesliga, il est prolongé d'une année supplémentaire. Il devient un élément-clé de l'équipe.

#### Nouvelle étape en MLS (depuis 2023)
Le 10 février 2023, Timothy Tillman rejoint les États-Unis en s'engageant en faveur de Los Angeles FC, en Major League Soccer. Il signe un contrat de trois ans, avec une saison en option. Selon le journal sportif Kicker, l'accord porte sur un montant à six chiffres,.
Le 4 mars 2023, il prend part à son premier match en Major League Soccer en entrant en cours de jeu, face aux Timbers de Portland. Une semaine plus tard, il inscrit son premier but sous ses nouvelles couleurs lors de sa première titularisation — en MLS — face au Revolution de la Nouvelle-Angleterre,. Le 25 mars, il inscrit son deuxième but en MLS contre le FC Dallas à la troisième minute de jeu. Il marque le cinquième but le plus rapide de l'histoire de la franchise (2 min 14 s). Il s'adapte rapidement au jeu du LAFC. Il perd la finale de la Ligue des champions face au Club León — sur le score cumulé de 3-1. Il est remplaçant lors de la finale perdue de la Campeones Cup face aux Tigres UANL le 27 septembre et en entrant en cours de jeu. Il rate son penalty lors de la séance des tirs au but. Puis, le 9 décembre il perd la finale de la coupe de la Major League Soccer face au Crew de Columbus,.

### Parcours en sélection
Possédant à la fois la nationalité allemande et américaine, Timothy Tillman est éligible pour la sélection allemande mais aussi pour les États-Unis au niveau international,. En sélection de jeunes, il commence à jouer avec l'Allemagne,,. Le 12 mai 2023, il annonce officiellement son choix de représenter les États-Unis,.
Le 23 mai 2023, U.S. Soccer annonce qu'il a fait son changement d'association nationale (le « One Time Switch »),. Il est par la suite appelé pour participer au camp d'entraînement des Yanks, l'équipe américaine sénior, par Gregg Berhalter le 5 janvier 2024,. Le 20 janvier suivant, il honore sa première sélection en tant que titulaire contre la Slovénie, lors d'un match amical,.
Le 20 mai 2024, il est de nouveau convoqué en sélection pour participer à deux matchs amicaux, contre la Colombie puis face au Brésil — au coté notamment de son frère Malik Tillman.

## Statistiques

### Statistiques en club
| Saison                | Club                  | Championnat           | Championnat | Championnat | Championnat | Coupe(s) nationale(s) | Coupe(s) nationale(s) | Coupe(s) nationale(s) | Compétition(s) continentale(s) | Compétition(s) continentale(s) | Compétition(s) continentale(s) | Compétition(s) continentale(s) | Séries | Séries | Séries | États-Unis | États-Unis | États-Unis | Total | Total | Total |
| Saison                | Club                  | Division              | M.          | B.          | P.d.        | M.                    | B.                    | P.d.                  | Comp.                          | M.                             | B.                             | P.d.                           | M.     | B.     | P.d.   | M.         | B.         | P.d.       | M.    | B.    | P.d.  |
| 2018-2019             | FC Nuremberg          | Bundesliga            | 6           | 0           | 0           | 0                     | 0                     | 0                     | -                              | -                              | -                              | -                              | -      | -      | -      | -          | -          | -          | 6     | 0     | 0     |
| 2019-2020             | Greuther Fürth        | 2. Bundesliga         | 12          | 0           | 2           | -                     | -                     | -                     | -                              | -                              | -                              | -                              | -      | -      | -      | -          | -          | -          | 12    | 0     | 2     |
| 2020-2021             | Greuther Fürth        | 2. Bundesliga         | 24          | 0           | 1           | 3                     | 0                     | 2                     | -                              | -                              | -                              | -                              | -      | -      | -      | -          | -          | -          | 27    | 0     | 3     |
| 2021-2022             | Greuther Fürth        | Bundesliga            | 29          | 1           | 3           | 1                     | 0                     | 0                     | -                              | -                              | -                              | -                              | -      | -      | -      | -          | -          | -          | 30    | 1     | 3     |
| 2022-2023             | Greuther Fürth        | 2. Bundesliga         | 15          | 1           | 0           | 1                     | 0                     | 0                     | -                              | -                              | -                              | -                              | -      | -      | -      | -          | -          | -          | 16    | 1     | 0     |
| Sous-total            | Sous-total            | Sous-total            | 80          | 2           | 6           | 5                     | 0                     | 2                     | -                              | -                              | -                              | -                              | -      | -      | -      | -          | -          | -          | 85    | 2     | 8     |
| 2023                  | Los Angeles FC        | MLS                   | 25          | 4           | 1           | -                     | -                     | -                     | LCC+LC+CC                      | 8+1+1                          | 1+0+0                          | 1+0+0                          | 5      | 0      | 1      | -          | -          | -          | 40    | 5     | 3     |
| 2024                  | Los Angeles FC        | MLS                   | 13          | 4           | 2           | 1                     | 0                     | 1                     | -                              | -                              | -                              | -                              | -      | -      | -      | 1          | 0          | 0          | 15    | 4     | 3     |
| Sous-total            | Sous-total            | Sous-total            | 38          | 8           | 3           | 1                     | 0                     | 1                     | -                              | 10                             | 1                              | 1                              | 5      | 0      | 1      | 1          | 0          | 0          | 55    | 9     | 6     |
| Total sur la carrière | Total sur la carrière | Total sur la carrière | 124         | 10          | 9           | 6                     | 0                     | 3                     | -                              | 10                             | 1                              | 1                              | 5      | 0      | 1      | 1          | 0          | 0          | 146   | 11    | 14    |